# أندريس أوبنهايمر
أندريس أوبنهايمر (بالإنجليزية: Andrés Oppenheimer؛ بالإسبانية: Andrés Oppenheimer) هو عالم سياسة وصحفي أرجنتيني وأمريكي، ولد في 24 نوفمبر 1951 في بوينس آيرس في الأرجنتين.